# Kryształowa kula (baśń)
Kryształowa kula (Die Kristallkugel) – baśń opublikowana przez  braci Grimm w 1850 roku w szóstym wydaniu ich zbioru  Baśni (tom 2, nr 197).

## Opis fabuły
Pewna czarodziejka miała trzech synów. Nie ufała im, gdyż obawiała się, że pragną wykraść jej moc. Chcąc się przed tym zabezpieczyć, jednego z nich zamieniła w orła, a drugiego w wieloryba. Trzeci z synów chcąc go uniknąć losu braci, uciekł z domu. Błąkając się po świecie usłyszał opowieść o pięknej królewnie uwięzionej w Zamku Złotego Słońca. Postanowił uratować królewnę, choć wiedział, że każdy kto próbował tego dokonać, ginął. Wyruszył na poszukiwanie zamku, ale nie mógł go znaleźć. 
Pewnego razu spotkał dwóch olbrzymów, którzy kłócili się o magiczny kapelusz. Kapelusz miał moc przenoszenia właściciela w dowolne miejsce. Olbrzymy zażądały, by młodzieniec ich rozsądził. Młodzieniec zaproponował, że oddali się z kapeluszem na pewną odległość, a oni do niego podbiegną. Ten który podbiegnie pierwszy, otrzyma kapelusz. Kiedy jednak zaczął się oddalać, pomyślał o królewnie i Zamku Złotego Słońca. Wtedy natychmiast znalazł się przed bramą owego zamku. Gdy wszedł do środka, zamiast pięknej królewny, ujrzał pomarszczoną staruszkę. Staruszka wyjaśniła mu, że jest królewną, ale złe czary uczyniły ją brzydką i uwięziły w zamku. Uratować ją może ten, który zdobędzie kryształową kulę i zaniesie ją czarownikowi – sprawcy jej nieszczęścia. Wtedy czarownik straci moc. Ponieważ młodzieniec wyraził gotowość podjęcia się tego zadania, królewna wyjaśniła, że pod górą na której stoi zamek znajduje się strumyk, przy którym stoi byk. Młodzieniec musi stoczyć walkę z bykiem. Jeśli uda mu się zabić byka, z jego ciała wyfrunie ognisty ptak chowający w swoim ciele płomienne jajko. W tym jajku jest właśnie kryształowa kula. Królewna ostrzegła młodzieńca, że jeśli jajko upadnie na ziemię, wszystko dookoła spłonie w ogniu, stopi się nawet kryształowa kula i cały trud pójdzie na marne. 
Młodzieniec ruszył we wskazanym kierunku. Po ciężkiej walce zabił byka. Z jego ciała wyszedł ognisty ptak, który natychmiast wzleciał ku niebu. Wtedy na miejsce walki podleciał orzeł (starszy brat młodzieńca), który pochwycił ptaka i zmusił do puszczenia jajka. Jajko spadło na stojącą na brzegu morza chatę rybacką i wznieciło wielki pożar. Wtedy podpłynął wieloryb (drugi brat młodzieńca), który wzniecił fale na morzu, gasząc pożar. Młodzieniec odszukał kryształową kulę, która była nienaruszona. 
Młodzieniec udał się do czarownika i pokazał mu kulę. Czarownik oświadczył wówczas, ze jego moc została zniszczona, a teraz młodzieniec będzie panem na Zamku Złotego Słońca. Dodatkowo otrzymał też moc przywrócenia braciom ludzkiej postaci. Po tym wszystkim młodzieniec udał się do królewny, która okazała się najpiękniejsza na świecie i natychmiast się jej oświadczył.

## Ekranizacje
- Baśnie braci Grimm (Kryształowa kula – odcinek 1, seria 2) – japoński serial animowany (1987-1988)
- Baśnie Braci Grimm: Simsala Grimm (Kryształowa kula – odcinek 18, seria 2) – niemiecki serial animowany z 1999 roku